# Liste von Sinologen
Die Liste von Sinologen führt zu den Biographien von Sinologen, also den Forschern, die sich wissenschaftlich mit der Geschichte, Kultur, Sprache und Politik Chinas auseinandersetzen und die erhebliche bzw. einflussreiche Beiträge zum Fachgebiet geleistet haben.
Die Liste ist sehr unvollständig, für ein Verzeichnis aller Sinologen mit Artikeln in Wikipedia siehe Kategorie:Sinologe.

## Australien
- Rafe de Crespigny (* 1936)
- Lawrence W. Crissman
- Carney T. Fisher
- Gao Mobo (* 1952)
- Colin Mackerras
- Robert Henry Mathews (1877–1970)
- Eric J. Sharpe
- Jonathan Unger
- Yen Ch'ing-hwang

## Belgien
- Carine Defoort, Philosophie
- Hilde De Weerdt
- Bart Dessein
- Simon Leys (Pierre Ryckmans)

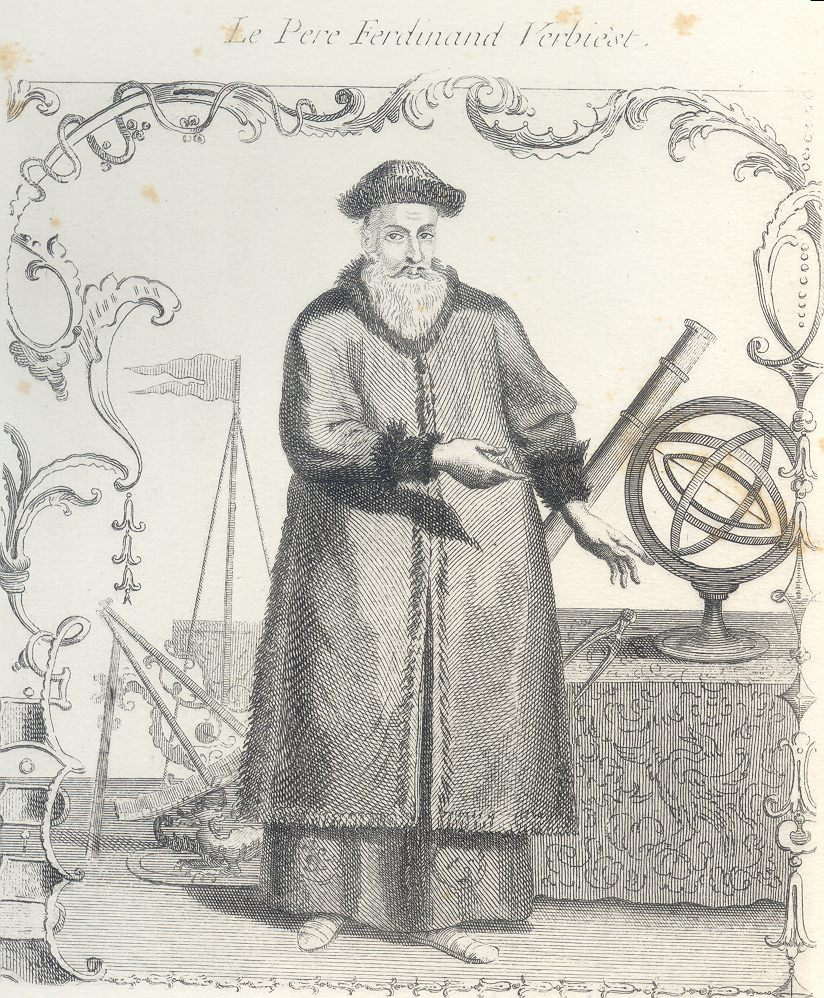
Ferdinand Verbiest

- Nicolas Standaert, Geschichte des Christentums in China
- Roel Sterckx (* 1969), Cambridge
- Antoine Thomas Astronom am kaiserlichen Hof
- Ferdinand Verbiest, Mathematiker am kaiserlichen Hof

## China
- Chen Shih-Hsiang
- Ch'en Shou-yi
- Kwang-chih Chang, China/USA
- Kenneth P.H. Ho (Ho Pei-hsiung 何沛雄), Hong Kong
- C.T. Hsia (夏志清)
- Kung-chuan Hsiao, China/USA
- Qiu Xigui (裘錫圭), Beijing, Chinesische Paläographie
- Rao Zongyi (Jao Tsung-i 饒宗頤), Hong Kong
- Tsien Tsuen-hsuin (Qian Cunxun 錢存訓), China/USA
- Wang Li 王力
- Gladys Yang
- Zhao Yuanren 赵元任, Begründer der modernen chinesischen Sprachwissenschaft

## Dänemark
- Vibeke Børdahl, mündliche Literatur
- Søren Egerod (1923–1995)
- Donald B. Wagner, Metallurgie
- Jens Østergård Petersen (* 1954)

## Deutschland
- Iwo Amelung
- Carl Arendt, Handbuch zur nordchinesischen Umgangssprache
- Wolfgang Bauer, Philosophie und Gesellschaft
- Wolfgang Behr, historische Linguistik
- Ernst Boerschmann, Architektur
- Franz Xaver Biallas
- Lutz Bieg
- Aschwin Prinz zu Lippe Biesterfeld (1914–1988)
- Anneliese Bulling, Kunstgeschichte
- Karl Bünger (1903–1997)
- Philip Clart, chinesische Volksreligionen
- Oliver Corff
- Sabine Dabringhaus
- Günther Debon, Lyrik
- Wolfram Eberhard, Lexikon chinesischer Symbole, Chinesische Volksmärchen
- Bernd Eberstein, chinesisches Theater des 20. Jahrhunderts, Geschichte der Beziehungen Hamburgs und Chinas
- Ute Engelhardt, Traditionelle chinesische Medizin
- Werner Eichhorn (1899–1990)
- Reinhard Emmerich, Geschichte und Kultur des kaiserzeitlichen China
- Eduard Erkes, Geschichte, Ethnologie
- Frank Fiedeler, Privatgelehrter und Übersetzer (Yijing 1996)
- Mareile Flitsch, Ethnologie, Erzählforschung, Technikgeschichte, Essen und Trinken
- Alfred Forke, Philosophie
- Herbert Franke, Geschichte Chinas und seiner Randvölker in Zentralasien
- Otto Franke, Geschichte
- Wolfgang Franke, China-Handbuch
- Michael Friedrich, Philosophie, Manuskriptkultur
- Walter Fuchs
- Hans Georg Conon von der Gabelentz, Begründer der modernen synchronen Sprachwissenschaft, Chinesische Grammatik
- (Heinrich Geiger), Literatur- und Kunstgeschichte, Ästhetik
- Martin Gimm, Geschichte, Literatur, Musik, Theater, Altaistik, Manjuristik, Zentralasien
- Tilemann Grimm
- Wilhelm Grube, Volkskunde
- Andreas Gruschke, Amdo, Kham
- Andreas Guder, Fachdidaktik Chinesisch und Sprachwissenschaft
- Wilhelm Gundert, Lyrik
- Erich Haenisch, Lehrgang der klassischen chinesischen Schriftsprache
- Christoph Harbsmeier
- Thomas Heberer, Politik und Völkerkunde
- Carsten Herrmann-Pillath, Volkswirtschaft
- Fabian Heubel, Philosophie, Literatur (Taipei)
- Robert Heuser, Rechtskultur
- Alfred Hoffmann (1911–1997)
- Hans Peter Hoffmann, Literatur
- Franz Hübotter, Medizin, Pharmakologie
- Fritz Jäger
- Michael Kahn-Ackermann
- Elisabeth Kaske, Geschichte Chinas im 19. und frühen 20. Jahrhundert, Deutsch-Chinesische Beziehungen
- Beate von Kessel, Politik, Wirtschaft, Kultur: Autorin und Konferenzdolmetscherin
- Volker Klöpsch, Literatur
- Henning Klöter, Linguistik
- Raimund Th. Kolb
- Emil Krebs, erster Dolmetscher der deutschen Gesandtschaft in Peking
- Wolfgang Kubin, Lyrik, Literaturgeschichte, Philosophie
- Dieter Kuhn, Geschichte der Song, Textilgeschichte
- Franz Kuhn, Literaturübersetzungen
- Joachim Kurtz
- Michael Lackner, Geistesgeschichte Chinas, Wissenschaftsgeschichte Chinas seit dem 19. Jh., Wahr- und Weissagung im traditionellen China
- Ulrich Lau, Rechtsgeschichte der Qin und Han
- Lothar Ledderose, Kunstgeschichte
- Daniel Leese, Geschichte der Volksrepublik China
- Mechthild Leutner, Geschichte Chinas im 19. und 20. Jahrhundert, deutsch-chinesische Beziehungen, Geschichte der Sinologie
- Liang Yong, Wirtschaftskommunikation, chinesische Sprachwissenschaft, Sprach- und Kulturvergleich, interkulturelle Kommunikation, Fachsprachenlinguistik[1]
- Walter Liebenthal (1886–1982), Philosophie, Chinesischer Buddhismus
- Helmut Martin, Literatur

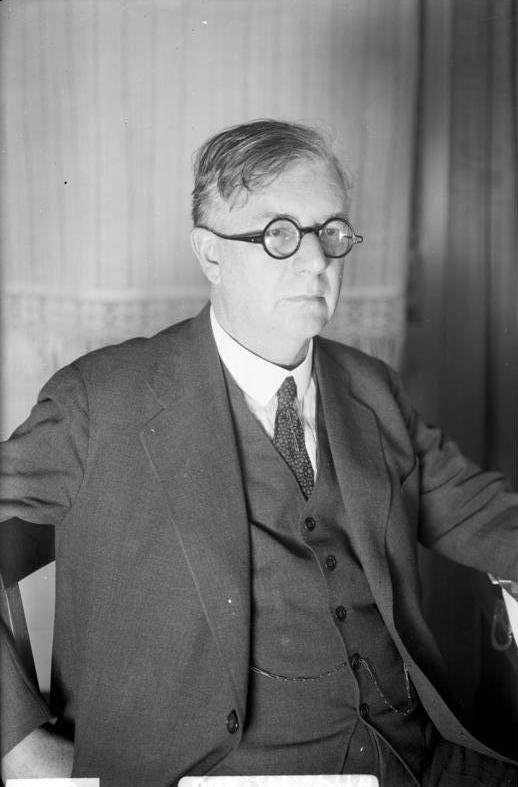
Richard Wilhelm

- Marc Andre Matten, Politische Ideengeschichte des modernen China, Nationalismus und nationale Identität, Sino-Japanische Beziehungen 1895–1945, Wissenssoziologie VR China
- Carmen Meinert, Buddhismus
- Erling von Mende, Sozial- und Wirtschaftsgeschichte
- Christian Mentzel (1622–1701)
- Achim Mittag, Selbstdeutung und Deutung des Fremden, Klassische Texte
- Barbara Mittler, Musik, Mediengeschichte
- Christine Moll-Murata, Wirtschafts- und Regionalgeschichte
- Ylva Monschein, Literatur, Lokalgeschichte, Kulturgeschichte, Entwicklungszusammenarbeit (Armutsminderung)
- Ralf Moritz, Philosophie
- Klaus Mühlhahn, Geschichte und Kultur des späten imperialen und des modernen Chinas (18. bis 20. Jahrhundert)
- Eva Müller, Literatur
- Ingo Nentwig, Ethnologie
- Wolfgang Ommerborn, Philosophie, Politik
- Max Gerhard Pernitzsch (1882–1945)
- Karl-Heinz Pohl, Literatur, Philosophie
- Manfred Porkert, traditionelle chinesische Medizin
- Roderich Ptak, Macao
- Jutta Rall-Niu
- Florian C. Reiter, Daoismus
- Matthias L. Richter, Manuskriptforschung
- Heiner Roetz, Konfuzianismus, Menschenrechte
- Dagmar Schäfer
- Helwig Schmidt-Glintzer, Philosophie, Religionsgeschichte
- Erich Schmitt (1893–1955)
- Wilhelm Schott, Sprache und Philosophie
- Gunter Schubert, Gegenwartspolitik, Gesellschaft
- Hans-Wilm Schütte, Sozialgeschichte, Wissenschaftsgeschichte
- Rainer Schwarz, Übersetzer des Traums der Roten Kammer
- Christian Schwermann, Historische Semantik und Begriffsgeschichte
- Armin Selbitschka, Chinesische Kunst und Archäologie
- Rainald Simon, Übersetzer klassischer Literatur, Laozi, Yijing, Shijing
- Christian Soffel
- Nicola Spakowski, Geschichte und Gesellschaft Chinas
- Tilman Spengler
- Brunhild Staiger[2] (1938–2017), China-Lexikon
- Hans Otto Heinrich Stange (1903–1978)
- Hans Steininger, Philosophie
- Hans Stumpfeldt (1941–2018), Han-Zeit
- Ulrich Theobald, Chinaknowledge
- Thomas Thilo, Architektur
- Walter Trittel (1880–1948?)
- Monika Übelhör, Bildung und Genderforschung der späten Qingzeit
- Ulrich Unger, Lautlehre des klassischen Chinesisch
- Paul Ulrich Unschuld, traditionelle chinesische Medizin
- Hans van Ess, Konfuzianismus, Geschichtsschreibung
- Hans Ulrich Vogel, Wissenschaftsgeschichte, Marco Polo
- Kai Vogelsang, Geschichte Chinas
- Mayke Wagner
- Rudolf G. Wagner
- Hartmut Walravens, Biographien
- Susanne Weigelin-Schwiedrzik (* 1955), Geschichte, Politik
- Felix Wemheuer (* 1977), Sozialgeschichte Chinas
- (Mario Wenning), Philosophie, (Macao)
- Jeannette Werning, Archäologie Chinas, (Sinologie Heidelberg)
- Bodo Wiethoff, Geschichte Chinas
- Richard Wilhelm, Philosophie, Literaturübersetzungen
- Hellmut Wilhelm, Wörterbuch, chinesische Gesellschaft
- Karl August Wittfogel, Geschichtsphilosophie
- Martin Woesler, Literatur (chinesische Essays, Mit-Übersetzer des Traums der Roten Kammer)

## Estland
- Alexander von Staël-Holstein, Phonetik des Sanskrit und des Chinesischen

## Frankreich
- Jean-Pierre Abel-Rémusat (1788–1832), Sprachen und Literatur
- Joseph-Marie Amiot (1718–1793), Jesuit, Astronom, Sprachforscher in Peking
- Jean Denis Attiret (1702–1768), Jesuit und Maler in China
- Édouard Biot (1803–1850), chinesische Astronomie, Mathematik, Geographie, Geschichte, Gesellschaft
- Édouard Chavannes (1865–1918), Sprache, Schrift und Geschichte
- Damien Chaussende Geschichte und Geschichtsschreibung
- Karine Chemla, (* 1957) Mathematik, insbesondere Mathematikgeschichte
- Anne Cheng (* 1955), Geschichte und Gegenwart des chinesischen Denkens
- Henri Cordier (1849–1925), Biblioteca sinica (chinesische Bibliographie)
- Séraphin Couvreur (1835–1919), Wörterbuch und Übersetzungen
- Paul Demiéville (1894–1979), Sprache und Literatur
- Catherine Despeux
- Jean-Pierre Drège (* 1946)
- René Etiemble (1909–2002)
- Jacques Gernet, Standardwerk zur chinesischen Geschichte (Die chinesische Welt)
- Marcel Granet, Werke zur chinesischen Kultur
- Chrétien-Louis-Joseph de Guignes (1759–1845)
- Joseph de Guignes (1721–1800)
- Stanislas Julien
- François Jullien (* 1951)
- Marc Kalinowski
- Henri Maspero, Standardwerke zu chinesischer Sprache, Geschichte und Philosophie
- Rémi Mathieu (* 1948)
- Paul Pelliot (1878–1945), Sprache und Geschichte in Zentralasien
- Michèle Pirazzoli-t’Serstevens  (1934–2018), Archäologie, materielle Kultur
- Elisabeth Rochat de la Vallée (* 1949)
- George Soulié de Morant (1878–1955)
- Alain Thote
- Olivier Venture (* 1971)
- Benoît Vermander (* 1960)
- Arnold Vissière
- Léon Wieger (1856–1933)
- Pierre-Étienne Will (* 1944)

## Großbritannien
- Stephen Albert (1874–1916)
- Frederick W. Baller

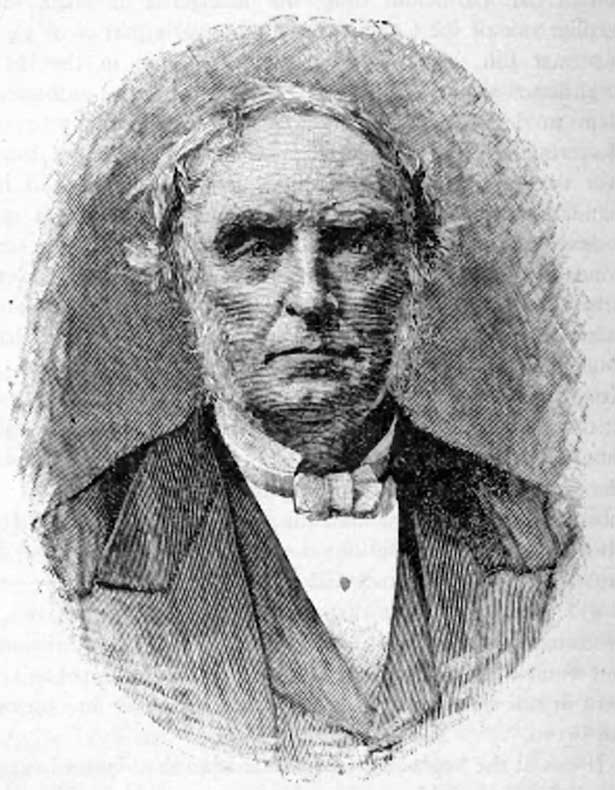
James Legge

- John Blofeld, bedeutender Übersetzer
- Kerry Brown
- W. J. F. Jenner
- Herbert Giles, Erforscher gesprochener chinesischer Dialekte, Herausgeber eines wichtigen Wörterbuchs
- Henry Yule („Colonel“)
- James Legge, bedeutender Übersetzer chinesischer Klassiker
- Michael Loewe
- A.C. Moule
- Joseph Needham, Biochemiker und Spezialist für chinesische Wissenschaftsgeschichte
- George Thomas Staunton
- Denis Twitchett
- Thomas Francis Wade, Diplomat und Spezialist für chinesische Sprache (Kantonesisch), später Professor in Cambridge
- Arthur Waley, Übersetzer der Analekten des Konfuzius, des Shi Jing (Buches der Lieder) und des Xiyouji

## Italien

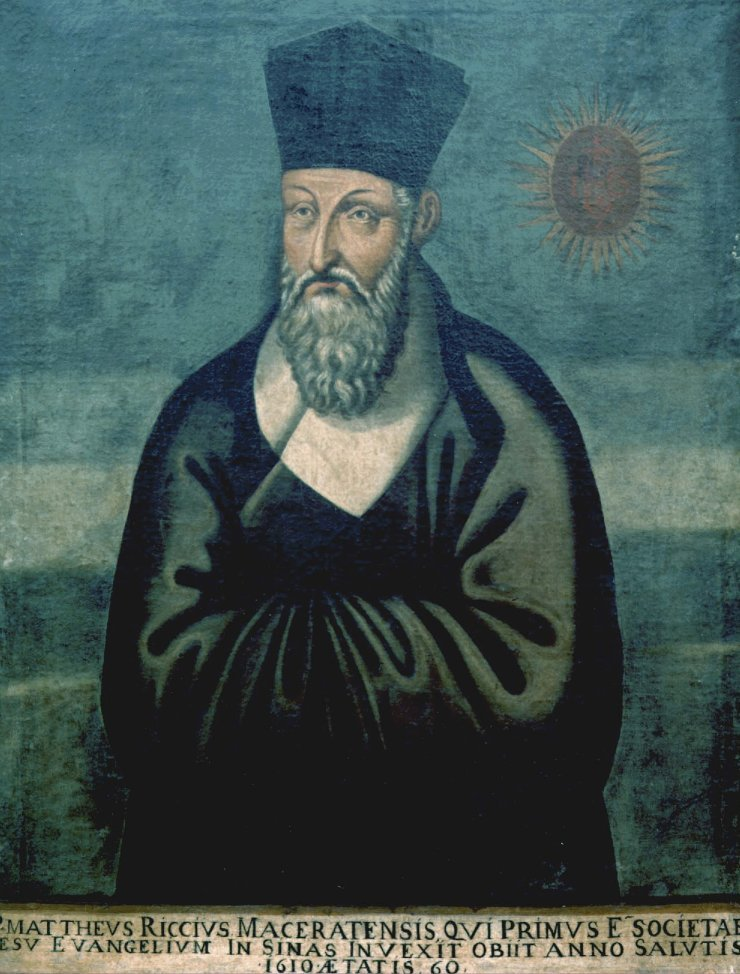
Matteo Ricci

- Giorgio Casacchia (* 1949)
- Marco Ceresa
- Pietro De Laurentis
- Tiziana Lippiello
- Martino Martini (1614–1661)
- Fabrizio Pregadio (* 1957)
- Matteo Ricci (1552–1610)
- Matteo Ripa (1682–1746)
- Michele Ruggieri (1543–1607)
- Mario Sabattini
- Paolo Santangelo
- Giuseppe Tucci (1894–1984)
- Giovanni Vitiello

## Japan
- Aoki Masaru (青木 正児 Aoki Masaru, Seiji, 1887–1964)
- Haneda Tōru (1882–1955)
- Ikeuchi Hiroshi (1878–1952)
- Kanda Kiichirō (1897–1983)
- Katō Shigeshi (1880–1989)
- Kuwabara Jitsuzo (1873–1931)
- Mikami Tsugio (1907–1987)
- Mori Shikazō (1906–1980)
- Morohashi Tetsuji (1883–1982)
- Naito Konan (1866–1934)
- Niida Noboru (1904–1966)
- Nishijima Sadao (1919–1999)
- Ōbi Kōichi 小尾郊一
- Ono, Genmyō (1883–1939)
- Otake Fumio (1900–1962), Shiji-Übersetzer
- Shinoda Osamu Forschungen zur chinesischen Ess- und Trinkkultur
- Shiratori Kurakichi (1865–1942)
- Suzuki, Daisetz Teitaro (鈴木 貞太郎, Suzuki Teitarō; 鈴木 大拙, Suzuki Daisetsu; 1870–1966)
- Suzuki Torao 鈴木虎雄
- Takakusu, Junjirō (1866–1945)
- Takeuchi Yoshimi (1910–1977)
- Tsukamoto Zenryū (1898–1980)
- Yabuuchi Kiyoshi (1906–2000)
- Yoshikawa Kōjirō (1904–1980)
- Charles Muller (Religionswissenschaftler) (* 1953)

## Kanada
- Timothy Brook
- Jerome Ch'en (* 1919)
- Edwin G. Pulleyblank
- Kate Stevens

## Lettland
- Frank Kraushaar

## Niederlande
- Jan J. L. Duyvendak
- Jan Jakob Maria de Groot
- Robert Hans van Gulik
- Barend J. ter Haar
- Anthony François Paulus Hulsewé
- Wilt L. Idema, Harvard
- Frank N. Pieke
- Kristofer Schipper (1934–2021)
- Gustaaf Schlegel (1840–1903), deutsche Schreibweise: Gustav Schlegel
- Hans van de Ven, Cambridge
- Marinus Willem de Visser
- Erik Zürcher

## Norwegen
- Rune Svarverud

## Österreich
- Florian Bahr (1706–1771)
- Hugo Bernatzik (1897–1953)
- Friedrich Alexander Bischoff (1928–2009)
- Theodor Bröring (1883–1960)
- Rudolf Dvořak (1860–1920)
- Matthias Eder (1902–1980)
- Stephan Ladislaus Endlicher (1804–1849), Botanik und Geografie
- Ingrid Fischer-Schreiber (1956–), Philosophie, Neue Medien, Zukunftsfragen
- Xaver E. Friedel (1673–1743)
- Benno Greiser (1873–?)
- Johann Grueber (1623–1680)
- Gustav Haloun (1898–1951), chinesische Volksgruppen
- Christian Herdtrich (1624–1684)
- Heinrich von Handel-Mazzetti (1882–1940)
- Joseph Kalmer (1895/98–1959)
- Max Kaltenmark (1910–)
- Gerd Kaminski (1942–2022), Rechtswissenschaftler und China-Experte
- Heimo Kremsmayer (1916–1992)
- Franz Kühnert (1852–1918)
- Otto Ladstätter (1933–2005)
- Leopold Leeb (geb. 1967)
- Otto Maenchen-Helfen (1894–1969)
- Martin Martini (1614–1661)
- August Pfizmaier
- Vivian Pick (geb. 1915)
- Erich Pilz (1941–)
- Erwin Reifler (Österreich/USA, 1903–1965), Etymologie chinesischer Schriftzeichen
- Joseph Rock (Österreich/USA, 1884–1962), Deutsch-Chinesisches Konversationslexikon und Botanik
- Erhard Rosner (1940–)
- Arthur von Rosthorn (1862–1945), Botschafter in China
- Anna von Rottauscher (1892–1970), Übersetzungen
- Ernst Schwarz (1916–2003), Lyrik und Philosophie
- Richard Trappl (1951–)
- Friedrich Weingartner (1918–)
- Leopold Woitsch (1868–1939)
- Erwin Ritter von Zach, Übersetzungen von Lyrik
- Ernst V. Zenker (1865–?)

## Polen
- Michał Boym (17. Jh.)
- Witold Jabłoński
- Janusz Chmielewski
- Mieczysław Jerzy Künstler
- Roman Malek
- Zbigniew Jan Wesołowski

## Portugal – Macao
- Basile de Glemona (16. Jh.)

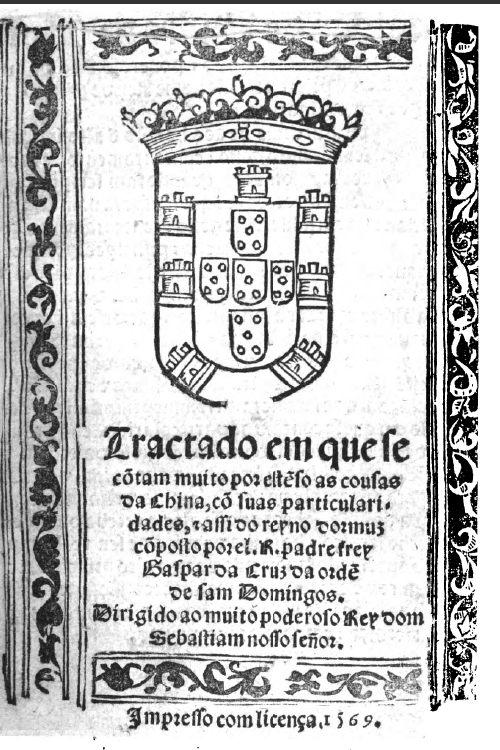
Titel des 1569 erschienenen Buches von Gaspar da Cruz

- Gaspar da Cruz (1520–1570), Autor des ersten gedruckten europäischen Buches über China
- Bento de Góis SJ (1562–1607), Missionar und Entdecker
- Manuel da Silva Mendes (1867–1931)
- Luís Gonzaga Gomes (1907–1976)
- Joaquim Guerra (1908–1993), Jesuit, Übersetzer und Linguist
- Manuel Teixeira (1912–2003)
- José Silveira Machado (1918–2007)

## Russland
- Nikolai Wjatscheslawowitsch Abajew
- Wassili Michailowitsch Alexejew
- Emil Bretschneider
- Nikita Jakowlewitsch Bitschurin
- Igor Alexandrowitsch Alimow
- Aleksandr Aleksandrowitsch Dragunow
- Nikolai Trofimowitsch Fedorenko
- Sergei Michailowitsch Georgijewski
- Alexei Iwanowitsch Iwanow
- Pjotr Iwanowitsch Kafarow (= Palladius; Russland)
- Sergej Jewgenjewitsch Jachontow
- Alexei Leontjewitsch Leontjew
- Lew Nikolajewitsch Menschikow
- Wladimir Stepanowitsch Mjasnikow
- I. M. Oschanin, Herausgeber des Kitajsko–russkij slovar (Chinesisch-russisches Wörterbuch)
- Leonard Sergejewitsch Perelomow
- Iwan Petlin
- Pawel Stepanowitsch Popow
- Igor de Rachewiltz
- Boris Riftin
- Juri Nikolajewitsch Roerich
- Iwan Iljitsch Sacharow Polnyj manczursko-russkij slovar' (Vollständiges mandschurisch-russisches Wörterbuch)
- N. G. Senin
- Iulian Shchutskii
- Konstantin Andrionowitsch Skatschkow
- Wladislaw Fjodorowitsch Sorokin
- Wladimir Sergejewitsch Starikow
- Sergei Leonidowitsch Tichwinski
- Michail Leontjewitsch Titarenko
- Leonid Sergejewitsch Wassiljew
- Wassili Pawlowitsch Wassiljew
- Rudolf Wsewolodowitsch Wjatkin
- Yang Xingshun

## Schweden
- Johan Gunnar Andersson
- Bernhard Karlgren, Begründer der historischen chinesischen Sprachwissenschaft
- Göran Malmqvist

## Schweiz
- Roland Altenburger (* 1964), Literatur der späten Kaiserzeit
- Jean François Billeter (* 1939)
- Helmut Brinker (1939–2012), Kunstgeschichte
- Marianne Bujard (* 1958)
- Raoul David Findeisen (1958–2017), Literatur des 20. Jahrhunderts
- Thomas Fröhlich (* 1966)
- Robert H. Gassmann (* 1946)
- Harro von Senger, 36 Strategeme, chinesisches Recht

## Ukraine
- Jaroslaw Derega

## Ungarn
- Étienne Balázs (bzw. Stefan Balázs)(1905–1963)
- Barnabás Csongor (1923-)
- Ildikó Ecsedy (1938–2004)
- Imre Galambos (1967–)
- Imre Hamar (1968-)
- Gyula Jordán (1940–2012)
- Pál Miklós (1927–2002)
- Péter Polonyi (1935-)
- Gergely Salát (1975-)
- Barna Tálas (1928-)
- Ferenc Tőkei (1930–2000)

## Singapur
- Wang Gungwu

## Tschechien
- Rudolf Dvořák
- Josef Kolmaš
- Timoteus Pokora
- Jaroslav Průšek
- David Sehnal
- Oldřich Švarný (1920–2011), Phonetik und insbesondere Prosodie des modernen Chinesisch.

## Vereinigte Staaten
- William H. Baxter
- Hans Bielenstein
- Derk Bodde
- John Cikoski (klassisches Chinesisch)
- Herrlee Glessner Creel (1905–1994)
- Homer H. Dubs (Übersetzer der ersten Bücher des Hanshu und von Xunzi)
- John King Fairbank (1907–1991), 費正清
- John DeFrancis (1911–2009)
- John W. Garver
- Thomas B. Gold
- Howard Goldblatt
- Friedrich Hirth
- Ping Ti Ho
- Immanuel Hsu
- Ray Huang (1918–2000), 黃仁宇
- Charles O. Hucker[3]
- George Kennedy
- Martin Kern
- David R. Knechtges
- Cornelius C. Kubler (* 1951)
- Perry Link
- Peter Lorge
- Paul Linebarger
- John Lagerwey, Daoismus
- Victor H. Mair
- Gilbert L. Mattos
- Thomas Metzger
- Jerry Norman (1936–2012), Sinologe, Mandschurist; University of Washington
- Jeffrey Riegel
- Jonathan Spence 史景遷, Spezialist für chinesische Geschichte vom 1. Opiumkrieg bis heute
- Holmes Hinkley Welch, 1924–1981, Chinesischer Buddhismus
- Karl A. Wittfogel